# 奧克斯伯里 (密西西比州)
奧克斯伯里（英語：Oxberry）是位於美國密西西比州格拉納達縣的非建制地區。

## 歷史
奧克斯伯里的郵局於1891年設立，其後於1908年停運。

## 地理
奧克斯伯里所處的海拔為高於海平面52米（即171英呎），而該地所採用的時區為UTC-6，即北美中部時區（CST）。同時該地設有夏令時間，為UTC-6調快一小時，即UTC-5（CDT）。